# Бафре
Бафре (также Бауфра; др.-греч. Bιχερης, Βιυρης) — предполагаемый фараон IV династии Древнего Египта, упоминаемый в некоторых египтологических источниках как правитель, пришедший на трон после Хафры и предшествовавший Менкауре. Сведения о его правлении встречаются в ряде древних списков правителей и надписей, однако материальные доказательства, подтверждающие его существование, остаются ограниченными, что порождает споры среди специалистов.
В реконструкциях хронологии IV династии Бафре иногда рассматривается как один из переходных правителей, продолжавших традиции пирамидостроения и культовых практик своего времени. Точные даты его правления неизвестны, а его историческая роль и место в последовательности фараонов остаются предметом дальнейших исследований. Некоторые ученые предполагают, что правление Бафре могло происходить в период между правлениями Хафры и Менкауре, однако это не находит широкого подтверждения в современном академическом сообществе.
Из-за недостатка однозначных археологических свидетельств и различий в интерпретации древних источников Бафре занимает спорное место в списках правителей IV династии, что делает его фигурой, требующей дальнейшего изучения и уточнения в рамках египтологических исследований.